# HERO'S
HERO'S（ヒーローズ）は、日本の総合格闘技イベント。TBSテレビ・FEGを始めとするHERO'S実行委員会が主催し、前田日明がスーパーバイザーとして関与していた。2005年から2007年まで開催され、2008年よりFEGは「DREAM」、前田は「THE OUTSIDER」を開始させた。

## 歴史
2004年5月に、FEG主催で行われた「K-1 ROMANEX」を発展的終了させ、HERO'Sとしてリニューアル。大会名は、新たなヒーローを発掘する願いをこめたことから付けられた。前田日明がスーパーバイザーとして、マッチメイクやルール制定に関わった。
初期は、同じく前田がスーパーバイザーを務めていたビッグマウスが主催し、当時友好関係にあった谷川貞治率いるFEGが協力する形となっており、ビッグマウス社長の上井文彦が総合プロデューサーであった。FEGは当初、K-1に専念するとしていたが、前田がビッグマウスと袂を分かち、同社のスーパーバイザーを退任したことから、ビッグマウスはHERO'Sから撤退。FEGはその後、HERO'S実行委員会の中心として、運営役割を果たした。
ジャッジとレフェリーは、和術慧舟會が中心となって運営しているJapan Totalfight Championship (JTC) から派遣された。ルールディレクターは和術慧舟會の磯野元、審判長は平直行が務めた。HERO'Sは登録商標となっており、商標権はK-1創始者の石井和義が保有している。
2005年3月26日に旗揚げ戦を開催。当初は日本人を中心とした中量級路線と、K-1選手の総合格闘技進出を二本柱としてスタートした。同年、中量級世界最強決定トーナメントを開催。2006年8月5日の大会からライトヘビー級世界最強王者決定トーナメントがスタートした。
「Road to Dynamite!!」をキャッチフレーズに、HERO'Sで活躍した選手を、FEGが主催しTBSが放送する大晦日開催の「K-1 PREMIUM Dynamite!!」に出場させていた（トーナメントの決勝をK-1 PREMIUM Dynamite!!で行うなど）。
HERO'Sとしては2007年まで開催され、ライバルの「PRIDE」が活動停止し、同年大晦日にPRIDEを運営していたドリームステージエンターテインメントの元スタッフとの共同開催興行「やれんのか! 大晦日! 2007」を開催したことから、この関係を発展させ、新たにFEG主催による後継イベント「DREAM」を2008年3月から開始した為、HERO'Sは終了した。
冠スポンサーは、2005年と2006年はパチンコ・パチスロメーカーのサミー。2007年はパチスロメーカーのオリンピア。オリンピアは引き続き2009年まで、DREAMの冠スポンサーを継続した。
HERO'S終了後、前田はDREAMに関与せず、自身がCEOを務めるリングスの興行「THE OUTSIDER」を旗揚げした。THE OUTSIDERの試合はHERO'Sに準ずるルールで行われている。

## ルール
HERO'Sでは、競技性を保持しつつ、前田の意向や、主催がテレビ局であることもあり、総合格闘技の残虐性を部分的に排除している。その独自性を規定する主なルールは以下の通りである。
公式ルール第8条第9項において、「スタンドポジション状態の選手によるグラウンドポジション状態の選手への顔面、頭部への蹴り（ただし、双方がグラウンド状態での攻防については、顔面、頭部への蹴り技は有効とする）」としている。寝たままの相手の頭を立っている選手がボールのように蹴る、いわゆる「サッカーボールキック」は禁止となっていた。
さらに同条第10項では、「4点ポジション等を含むあらゆるグランドポジション状態の選手の顔面・頭部への膝蹴り」も反則とする。いずれもライバルイベント「PRIDE」では認められている攻撃である。
また、両選手間に有効な攻防が見られない状態、いわゆる膠着状態からのブレイクのタイミングが早いのも特徴である。これは、総合格闘技に詳しくない観客や視聴者を飽きさせないための方策として有効とされている。
公式ルール第12条第2項では、レフェリー・ジャッジの注意にもかかわらず、「5秒から10秒を目安に改善が見られない場合、両選手をブレイクし、スタンドから試合を再開させる」としている。
当初は全階級が5分3ラウンド制を採用していたが、人気選手の桜庭和志がHERO'Sへ参戦すると、桜庭が1ラウンド目を10分にしてほしいと要望。これを受け入れて、2006年8月より桜庭の階級であるライトヘビー級のみ10分と5分の2ラウンド制で延長ラウンドが5分という変則的なルールとなった。

## リングス色
リングスCEOで、ビッグマウスのスーパーバイザーであった前田日明がスーパーバイザーに就任。リングス色を濃厚に押し出した。
前田のリングスコネクションによる外国人選手の発掘も行うとし、トーナメントは当初、リングスで使われていた呼称「メガバトルトーナメント」と命名されていた。既存のヒース・ヒーリングやイアン・シャファーといった選手にリングスUSA、リングス・オーストラリア所属を名乗らせていた。演出面でもリングスのテーマ曲が流され、リングアナウンサーにリングスのリングアナだった古田信幸（同じく当時主催していたビッグマウス・ラウドでもリングアナを務めていた）が起用されていた。
第1回大会の閉会式では前田コールを送るファンの姿も見られたが、メガバトルトーナメントの呼称は正式には採用されなかった。

## テレビ中継
テレビ中継は、大会主催者で前身の「K-1 ROMANEX」も放送していたTBSが地上波放送した。
同じくTBSが中継する「K-1 WORLD MAX」と同様に、HERO'Sも平日開催が多かった。放送時間はこれもMAXと同じく平日開催の場合は21:00〜22:54に放送され、土曜日開催の場合は19:00〜20:54に放送されている。地上波の放送から数週間後にCS放送のTBSチャンネルで完全版を放送。
旗揚げ当初は動画配信サービスGyaOによる無料配信も行われていた。
実況はTBSのアナウンサー。解説は谷川貞治と、2007年3月までは船木誠勝、2007年7月は中井祐樹。

### 捏造問題
HERO'Sを主催するTBSが2007年3月12日に放送した「総合格闘技HERO'S 2007 開幕戦」の中で、事実上の「捏造」映像が放送された。
「HERO'S 2007」に出場する桜庭和志選手を紹介する中で、ファンのコメントが書き込まれたインターネット掲示板と見られる映像が映し出された。しかし、こうした掲示板はインターネット上には存在せず、実際は担当ディレクターが作成していた。TBSは今後イメージ映像であることを表示するように指導するとしている。詳細はTBS掲示板捏造問題を参照。

### スタッフ
- 監修 : 渡邊健一、藤井誠
- 構成 : 吉村幹彦、河合秀仁、武田郁之輔、野村安史、高宮進吉、望月佐一郎、むらこし豪昭、遠藤正也、井上修、牧田英士
- TM : 河野志朗
- VTR編集 : 七條健司
- MA : 増田仁
- 選曲効果 : ZACK
- 美術プロデューサー : 古川雅之
- 美術制作 : 小美野淳一
- 美術デザイン : 岡嶋正浩
- 宣伝 : 大下慎太郎
- 演出 : 筧哲一
- プロデューサー : 長尾昇、石井宏昌
- 技術協力 : ProCam、東通、エヌ・エス・ティー、TAMCO、TECNONET、MT Planning、サークル、SiS
- 協力 : HERO'S実行委員会、FEG
- 制作 : TBSテレビ、ドリマックス・テレビジョン
- 製作著作 : TBS

## スタッフ

### レフェリー
- 平直行（審判長）
- 豊永稔
- 梅木良則
- 芹澤健市
- 和田良覚

### ジャッジ
- 会田雅芳
- 大藪吉郁
- 松本天心

## 優勝者
| 大会                                            | 階級           | 氏名          | 開催年月日     |
| ----------------------------------------------- | -------------- | ------------- | -------------- |
| 2005 ミドル級世界最強王者決定トーナメント       | ミドル級       | 山本"KID"徳郁 | 2005年12月31日 |
| 2006 ライトヘビー級世界最強王者決定トーナメント | ライトヘビー級 | 秋山成勲      | 2006年10月9日  |
| 2006 ミドル級世界最強王者決定トーナメント       | ミドル級       | J.Z.カルバン  | 2006年10月9日  |
| 2007 ミドル級世界王者決定トーナメント           | ミドル級       | J.Z.カルバン  | 2007年9月17日  |